# Wallersee

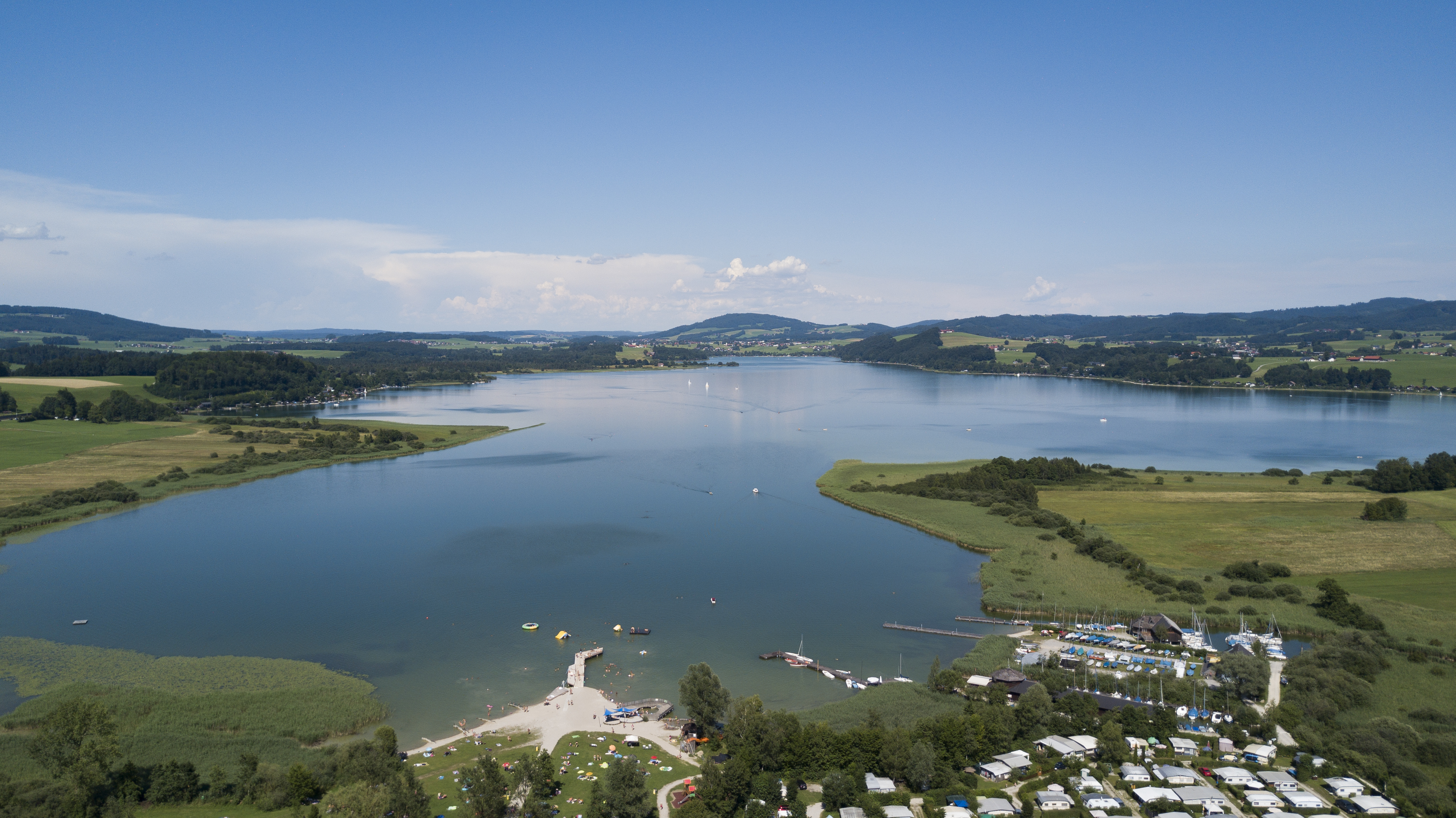
Wallersee von Seekirchen aus gesehen

Der Wallersee ist ein See im österreichischen Bundesland Salzburg. Er liegt nordöstlich der Stadt Salzburg im Bezirk Salzburg-Umgebung und zählt zum Salzburger Seengebiet. Mit seiner mehr als sechs Quadratkilometer großen Wasserfläche ist der Wallersee der größte See des Salzburger Alpenvorlandes.

## Geographie

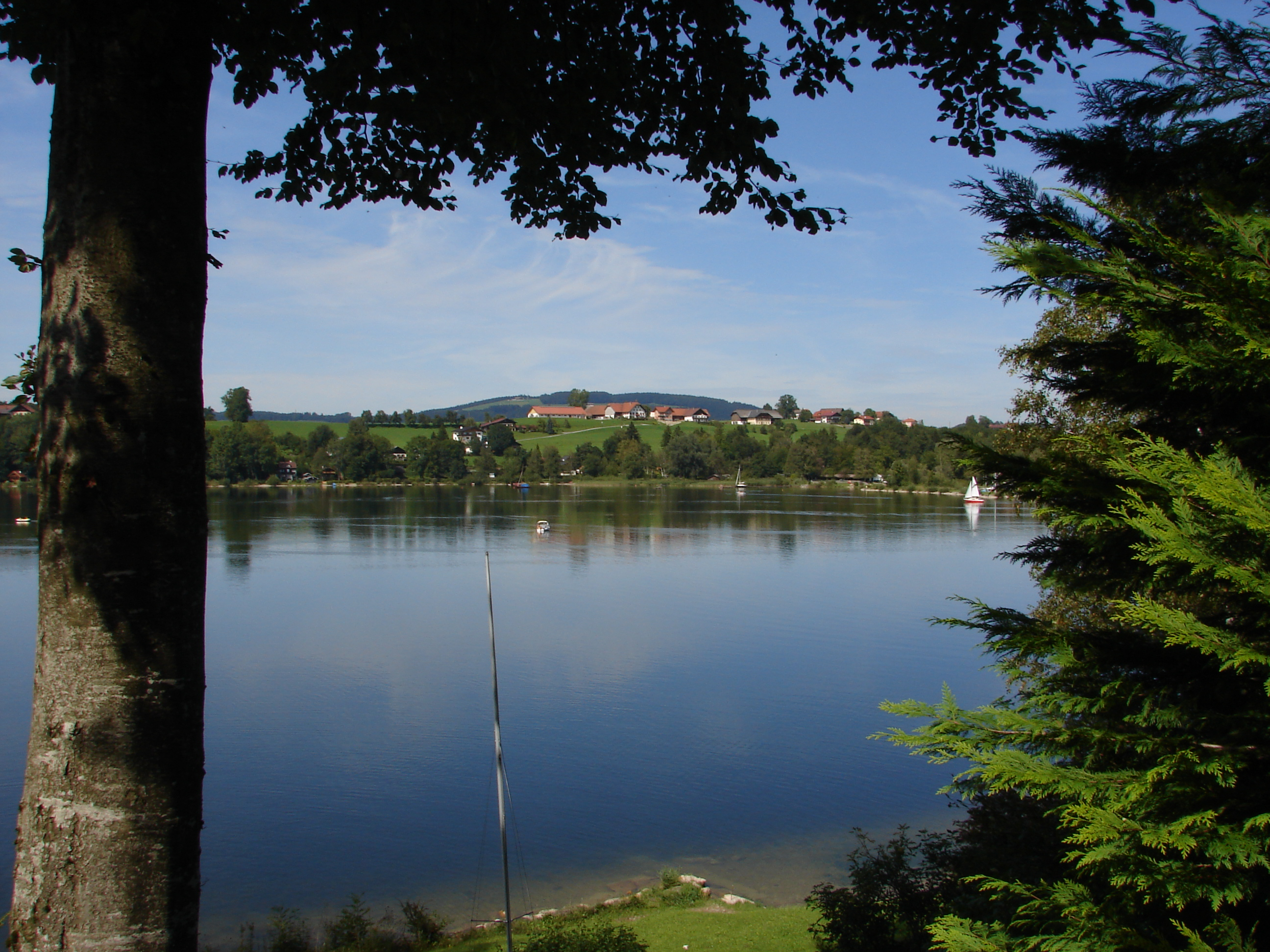
Wallersee

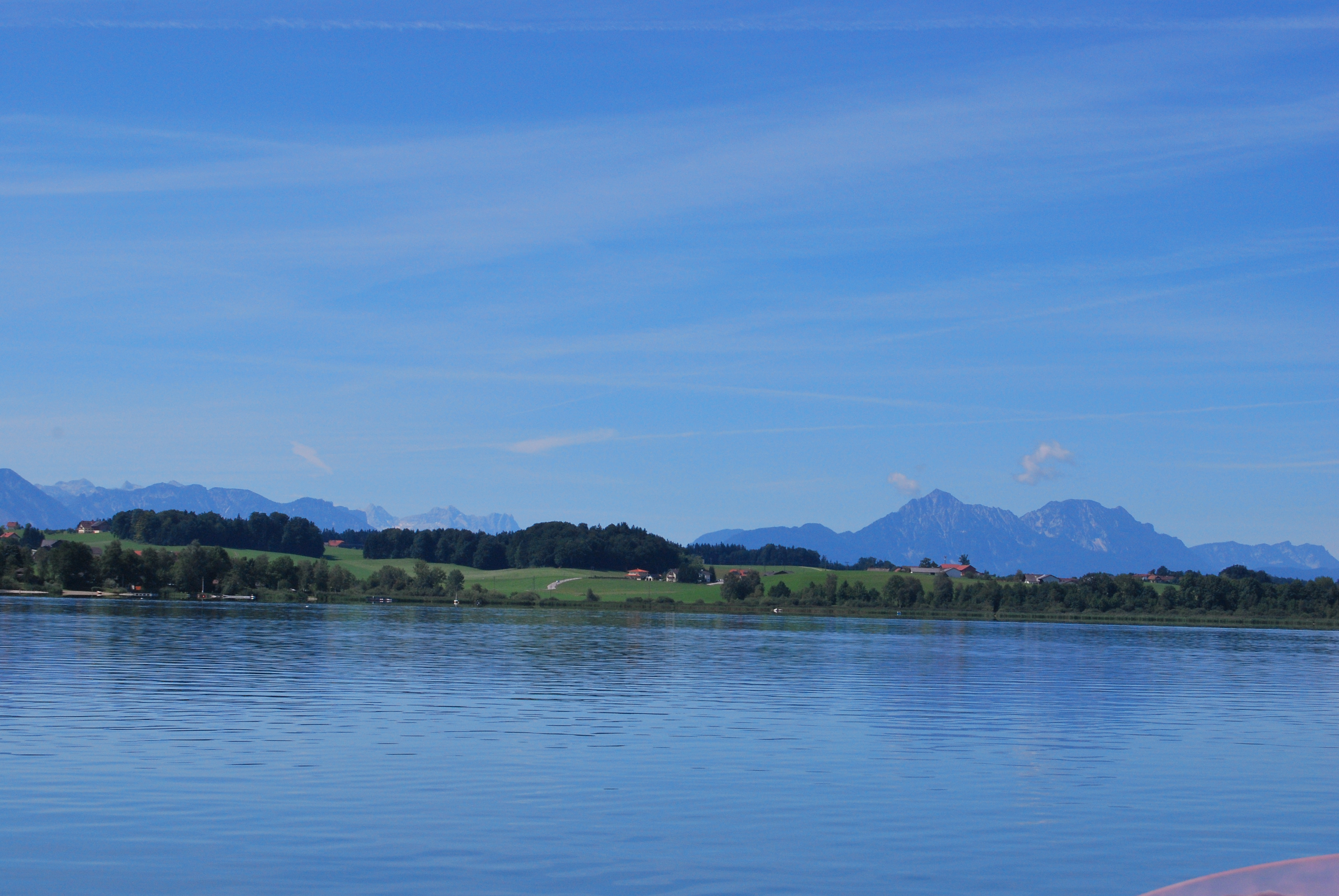
Wallersee im Gemeindegebiet von Henndorf

Im Jahr 1883 wurde der See künstlich um zwei Meter abgesenkt. Dadurch wurden ausgedehnte Randgebiete trockengelegt. Durch die geringe Seetiefe und die flachen Ufer entstand ein breiter Schilfgürtel. Durch Verlandung entstand ein Moor im Westen und Norden, das bis zu fünf Meter mächtig ist. Von 1955 bis 1965 wurde der Wallersee noch einmal um einen Meter abgesenkt sowie die Fischach begradigt und gesenkt. In den letzten Jahren wurden der natürliche Seespiegel wieder angehoben und Hochwasserschutzmaßnahmen gesetzt.
Der See liegt heute auf 505 m Seehöhe und hat eine Ausdehnung von 6,4 km².
Gespeist wird der See von mehreren Bächen, hauptsächlich vom Schönbach, Eisbach und dem Wallerbach im Norden, vom Lehbach im Osten sowie vom Henndorferbach, Schlachtenbach und dem Kirchbergbach im Süden. Den Abfluss bildet am Westende des Sees die Fischach, die nach rund 15 km in die Salzach mündet.
Anrainergemeinden des Wallersees sind
- Henndorf am Wallersee im Süden
- Köstendorf im Norden
- Neumarkt am Wallersee im Osten
- Seekirchen am Wallersee im Westen

Unmittelbar am See liegt lediglich am Nordufer die kleine, zu Seekirchen gehörende Siedlung Wallersee-Zell; ansonsten steht der größte Teil des Nordufers unter Naturschutz. Hauptsächlich am Südufer und am östlichen Ende des Sees befinden sich streckenweise Privatparzellen mit Ferienhäuschen. In Zell befindet sich die Haltestelle „Wallersee“ der S-Bahn Salzburg, was die einzige Möglichkeit darstellt, mit einem öffentlichen Verkehrsmittel direkt an den See zu gelangen.

## Geologie
Der Wallersee liegt in einem von den Endmoränen des Würmgletschers umgrenzten Zweigbecken des Salzachgletschers im Salzburger Alpenvorland. Im Spätglazial vor 18.500 Jahren floss der See bei einer Spiegellage von 550 m über die Straßwalchen/Mattighofenener Furche nach Norden ab. Durch etappenweises Absinken auf 520 m bis etwa 17.500 v. h. erfolgt heute der Abfluss durch das Einschneiden der Fischach bis auf den Flyschsockel südwärts in das Salzburger Becken.

## Naturschutz

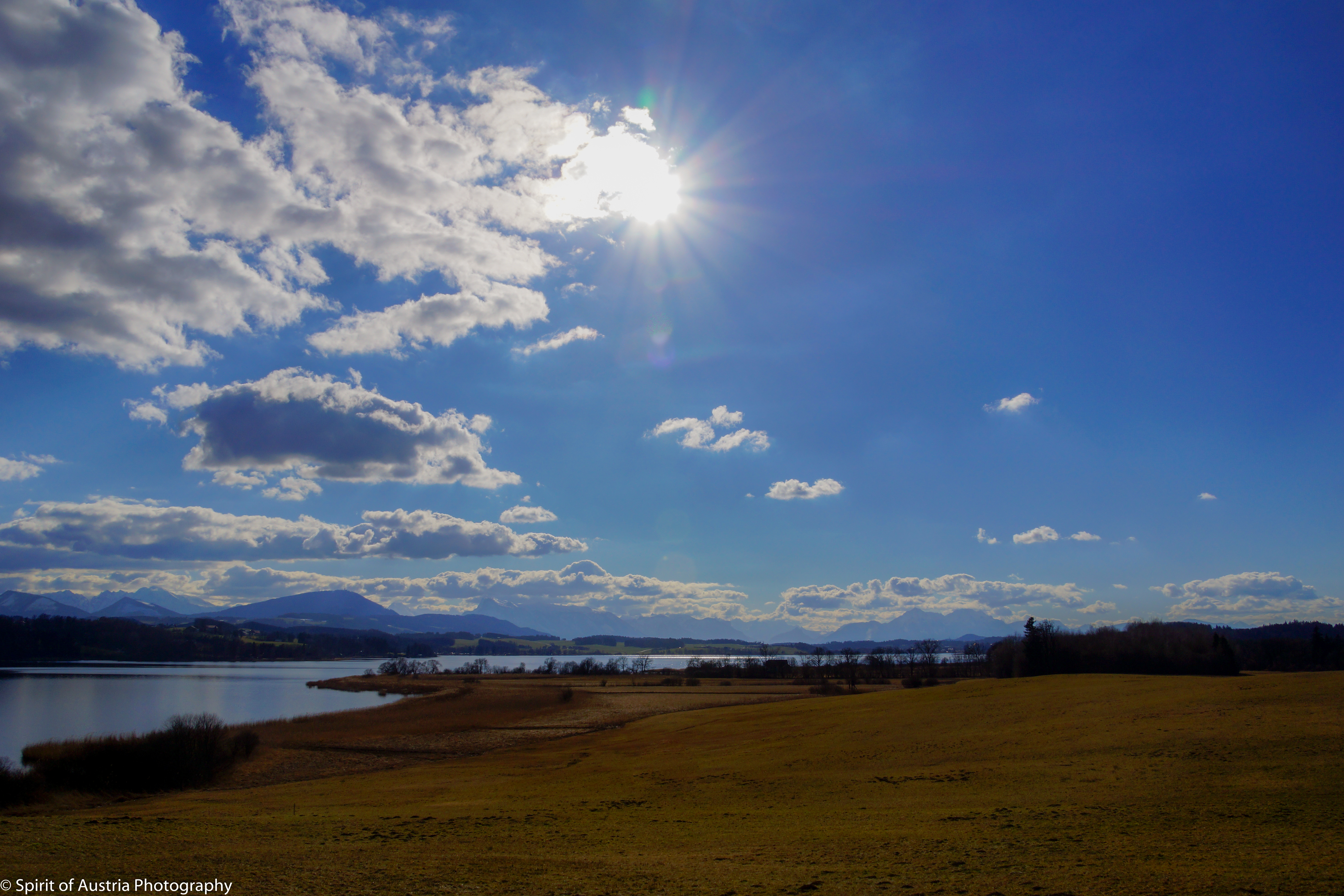
Blick auf den Wallersee und das Wenger Moor im Vordergrund

Der Köstendorfer Anteil am See sowie angrenzende kleinere Anteile der Gemeindeflächen von Seekirchen und Neumarkt entfallen auf das Naturschutzgebiet Wenger Moor, das unter der Bezeichnung Wallersee – Wenger Moor seit 1996 als Natura-2000-Europaschutzgebiet geführt wird. In dem rund 298 ha umfassenden Schutzbereich sowie im gleichfalls geschützten Schilfgürtel entlang des Nordufers um am westlichen Ende des Sees leben Graureiher, Kiebitz, Brachvögel, Enten, Fasane, Haubentaucher, Blässhühner, Eichelhäher, Schwäne und Lachmöwen. Der See ist auch reich an Fischarten: Waller, Brachse, Hechte, Karpfen, Aale, Forellen und Schleie sind zahlreich vorhanden. Im Sommer 2010 gab es erste Anzeichen dafür, dass sich nach über dreißig Jahren in diesem Gebiet wieder Biber angesiedelt haben.

## Sport und Freizeit
Der Wallersee ist beliebt bei Windsurfern, Kitesurfern und Seglern. Besonders der im Frühjahr und Herbst herrschende Ostwind wird von diesen geschätzt. Aufgrund der West-Ost-Lage des Sees ist aber auch der Westwind gut nutzbar.
Am Wallersee gibt es keine Berufsschifffahrt, jedoch sind kleinere Jachten mit bis zu 30 Fuß Länge anzutreffen. 
Seit 1946 besteht am Nordwestufer in Zell als Nachfolgeorganisation des Segelvereins Nibelungen der Salzburger Yachtclub mit seinem originellen Klubhaus mit Aussichtsturm. Er betreibt in der östlichen Seebucht zusammen mit der Gemeinde Neumarkt den Jachthafen und verfügt dort über ein zweites Klubhaus. Die meisten Kielboote des Klubs sind dort festgemacht. Darüber hinaus befindet sich in Seekirchen seit 1964 der Segel-Club Seekirchen am Wallersee (SCSW).
Des Weiteren wird der Wallersee an mehreren Stellen zum Baden genutzt und es gibt zwei Campingplätze. Zudem existiert rund um den See ein etwa 20 km langer Wanderweg, dessen südlicher Teil gleichzeitig zum österreichischen Abschnitt des Jakobswegs gehört. Der Wallersee wird amtlich als Badesee geführt und hat an den drei Messstellen in Henndorf, Neumarkt und Seekirchen jeweils ausgezeichnete Badewasserqualität. Die durchschnittliche Wassertemperatur im August beträgt 25 °C.

## Namensgebung

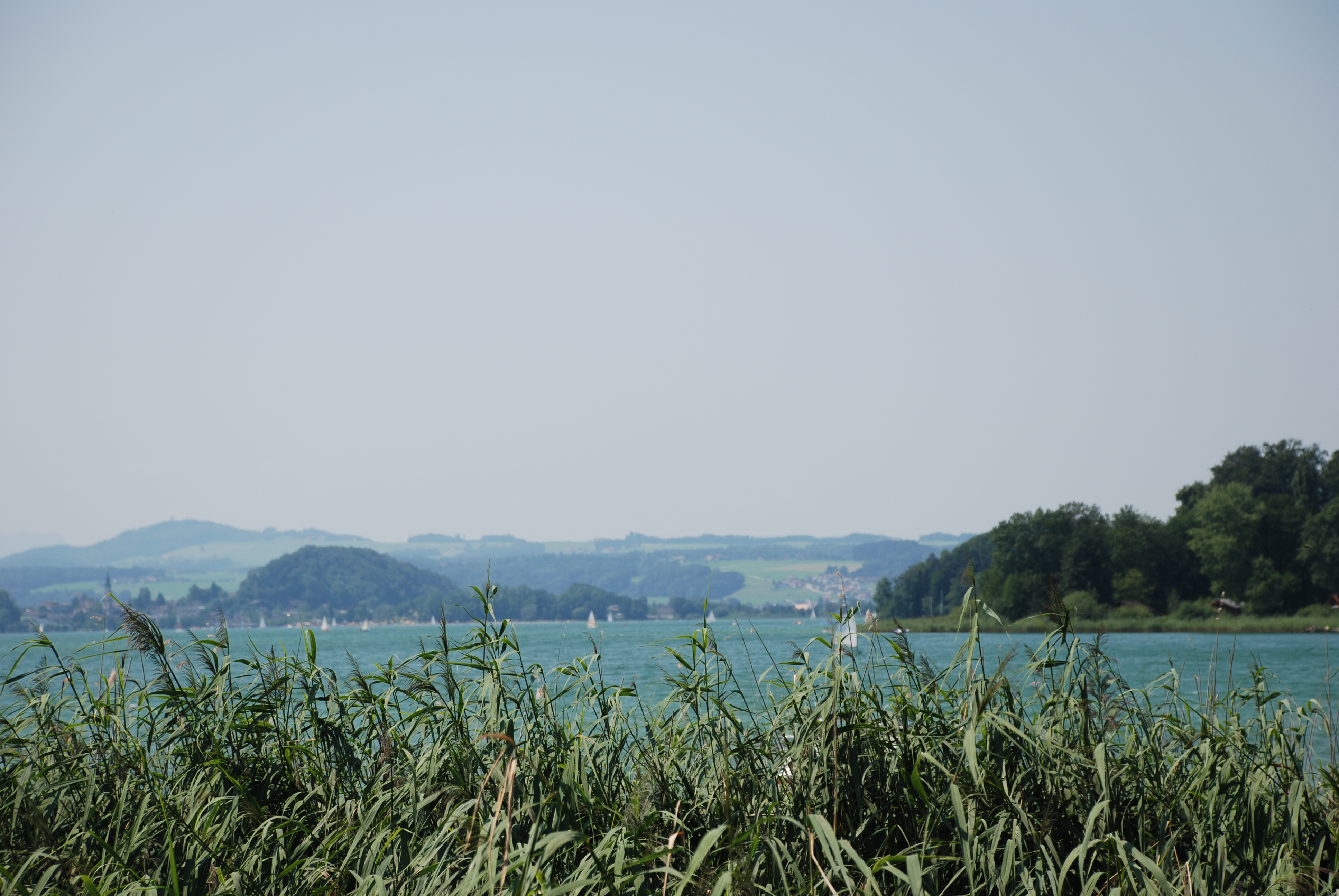
Wallersee aus Richtung Osten

Im Gegensatz zu den meisten anderen Seen der Region ist im Falle des Wallersees die Herkunft des Namens nicht mit Sicherheit geklärt. Vielfach wird angenommen, dass der Namensteil Waller- zurückgeht auf das mittelhochdeutsche Wort Walchen mit der Bedeutung ‚Fremde‘. Diese Erklärung nimmt Bezug auf die damals in dieser Gegend lebenden Romanen, die für die Einheimischen eben „Walchen“ – also Fremde, Welsche – waren. Frühe Belege des Namens um das Jahr 800 wie Uualarseo (in der Notitia Arnonis) oder lacum Uualarium (in den Breves Notitiae) widersprechen jedoch dieser Annahme (es fehlen in der Schreibung Hinweise auf einen Laut, der dem <ch> entspricht). Als alternative Erklärung für den Namen gelten zum einen die im See zahlreich vorkommenden Waller (=Welse); zum anderen kann der Name auch aus dem althochdeutschen Personennamen Walahari bzw. Walari entstanden sein, wie auch bei Abersee und Mondsee eine Bezugnahme auf eine Person vorliegt. Der Sprachwissenschaftler Albrecht Greule hingegen leitet den Namen vom romanischen Wort *vallar- „Talhof, Talgut“ ab.

## Der Wallersee in der Kunst und Literatur
Der Wallersee galt besonders im Zeitraum zwischen 1850 und 1950 als Quelle literarischer Inspiration. Ende des 19. Jahrhunderts begann man nach und nach die Vorzüge des Sees und der Landschaft als Quelle der Erholung und des Naturerlebnisses zu schätzen. Nach Anfängen eines bescheidenen Ausflugsverkehrs setzte in der Zwischenkriegszeit die wirkliche „Entdeckung“ der Wallersee-Ufer auch bei Künstlern und Literaten ein. Unter anderem machte ihre Präsenz Henndorf zu einem Kulturtreffpunkt und steigerte damit die Bekanntheit der kleinen Gemeinde. Zu den bekanntesten der Literaten, die sich Inspiration am Wallersee holten, gehörten
- Sylvester Wagner (1848–1865)
- Franz Stelzhamer (1867–1874)
- Johannes Freumbichler (1881–1949)
- Alice Herdan-Zuckmayer (1934–1938)
- Carl Zuckmayer (1934–1938)
- Ödön von Horváth (1936–1937)
- Thomas Bernhard (1935–1937)

Zur Fortführung dieser künstlerischen Tradition vergibt der Seekirchner Kulturverein „KunstBox“ jährlich zwei Aufenthalts-Stipendien an deutschsprachige Autoren aus dem EU-Raum. Jedes Jahr im Herbst schreiben zwei Stipendiaten direkt am Ufer des Sees. Erste so entstandene Arbeiten wurden 2008 in einer Anthologie veröffentlicht. Zudem wurde die literarische Vergangenheit des Salzburger Seengebietes in Form eines Literaturführers dokumentiert.